# Bdellocephala punctata
Bdellocephala punctata is een platworm (Platyhelminthes). De worm is tweeslachtig. De soort leeft in of nabij zoet water in Noord- en Centraal-Europa, inclusief de Britse eilanden.
Het geslacht Bdellocephala, waarin de platworm wordt geplaatst, wordt tot de familie Dendrocoelidae gerekend. De wetenschappelijke naam van de soort werd, als Fasciola punctata, voor het eerst geldig gepubliceerd in 1774 door Pallas.

## Synoniemen
- Fasciola punctata Pallas, 1774
  - Dendrocoelum punctatum (Pallas, 1774)
- Planaria bicornis Gmelin, 1791[1]
  - Bdellocephala bicornis (Gmelin, 1791)
- Fasciola tentaculata Müller, 1774
  - Galeocephala tentaculata (Müller, 1774)